# ذخیره‌گاه طبیعی پینگا
ذخیره‌گاه طبیعی پینگا (انگلیسی: Pinega Nature Reserve) یک پارک و ذخیره‌گاه طبیعی در استان آرخانگلسک کشور روسیه است.